# Spinomantis
Spinomantis – rodzaj płazów bezogonowych z podrodziny Mantellinae w rodzinie mantellowatych (Mantellidae).

## Zasięg występowania
Rodzaj obejmuje gatunki występujące we wschodniej części Madagaskaru.

## Systematyka

### Etymologia
Spinomantis: łac. spina „cierń, kolec”; gr. μαντις mantis, μαντεως manteōs „wieszcz, prorok” (tj. żaba drzewna).

### Podział systematyczny
Do rodzaju należą następujące gatunki:
- Spinomantis aglavei (Methuen & Hewitt, 1913)
- Spinomantis beckei Vences, Köhler & Glaw, 2017
- Spinomantis bertini (Guibé, 1947)
- Spinomantis brunae (Andreone, Glaw, Vences & Vallan, 1998)
- Spinomantis elegans (Guibé, 1947)
- Spinomantis fimbriatus (Glaw & Vences, 1994)
- Spinomantis guibei (Blommers-Schlösser, 1991)
- Spinomantis massi (Glaw & Vences, 1994)
- Spinomantis microtis (Guibé, 1947)
- Spinomantis mirus Sabino-Pinto, Rakotoarison, Bletz, Edmonds, Glaw & Vences, 2019
- Spinomantis nussbaumi Cramer, Rabibisoa & Raxworthy, 2008
- Spinomantis peraccae (Boulenger, 1896)
- Spinomantis phantasticus (Glaw & Vences, 1997)
- Spinomantis tavaratra Cramer, Rabibisoa & Raxworthy, 2008